# Ospedale G. Capilupi Capri
Ospedale Giuseppe Capilupi Capri é um hospital (italiano: Ospedale) na Via Provinciale em Anacapri, Capri, localizado a oeste do centro da comuna e cerca de meio quilómetro ao norte da Marina Piccola. É o principal hospital da ilha.